# Championnats de France de cyclisme sur route 2015
Les championnats de France de cyclisme sur route 2015 se déroulent :
- à Chantonnay (Vendée) du 25 au 28 juin, pour les épreuves élites messieurs, dames et amateurs.
- sur le territoire de la Communauté de communes des Pieux (Manche) du 20 au 23 août 2015, pour les championnats de France de l'Avenir (cadets, juniors et espoirs).

Cinq catégories sont au programme : cadets (15/16 ans), juniors (17/18 ans), espoirs (moins de 23 ans), amateurs et professionnels.

#### Course en ligne - élites

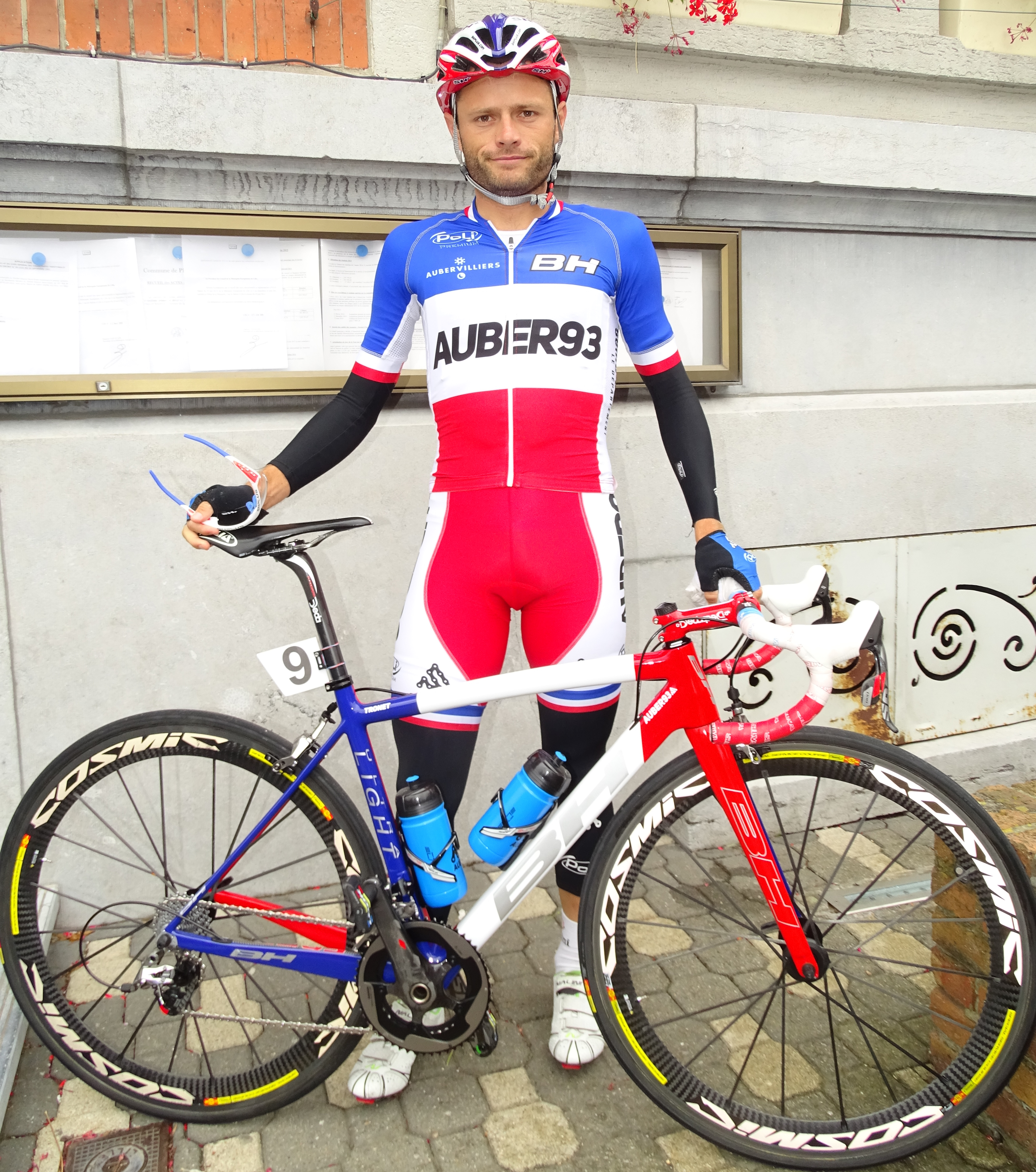
Steven Tronet arborant son maillot de champion de France sur route lors du Grand Prix de la ville de Pérenchies 2015.

## Podiums

### Hommes
| Épreuves                    | Or               | Argent            | Bronze           |
| --------------------------- | ---------------- | ----------------- | ---------------- |
| Course en ligne - élites    | Steven Tronet    | Tony Gallopin     | Sylvain Chavanel |
| Contre-la-montre - élites   | Jérôme Coppel    | Stéphane Rossetto | Sylvain Chavanel |
| Course en ligne - amateurs  | Clément Mary     | Florent Pereira   | Nans Peters      |
| Contre-la-montre - amateurs | Thomas Rostollan | Anthony Perez     | Romain Bacon     |
| Course en ligne - espoirs   | Hugo Hofstetter  | Franck Bonnamour  | Paul Sauvage     |
| Contre-la-montre - espoirs  | Rémi Cavagna     | Marc Fournier     | Nans Peters      |
| Course en ligne - juniors   | Théo Menant      | Alexys Brunel     | Romain Pommelet  |
| Contre-la-montre - juniors  | Louis Louvet     | Alexys Brunel     | Julien Durbesson |
| Course en ligne - cadets    | Donavan Grondin  | Guerand Le Pennec | Corentin Lesage  |

### Femmes
| Épreuves                   | Or                     | Argent            | Bronze                 |
| -------------------------- | ---------------------- | ----------------- | ---------------------- |
| Course en ligne - élites   | Pauline Ferrand-Prévot | Audrey Cordon     | Amélie Rivat           |
| Contre-la-montre - élites  | Audrey Cordon          | Aude Biannic      | Pauline Ferrand-Prévot |
| Course en ligne - espoirs  | Émilie Rochedy         | Séverine Eraud    | Soline Lamboley        |
| Contre-la-montre - espoirs | Annabelle Dreville     | Séverine Eraud    | Mathilde Favre         |
| Course en ligne - juniors  | Typhaine Laurance      | Gladys Verhulst   | Pauline Corbet         |
| Contre-la-montre - juniors | Juliette Labous        | Maëlle Grossetête | Typhaine Laurance      |
| Course en ligne - cadettes | Célia Le Mouel         | Jade Wiel         | Clara Copponi          |

## Résultats détaillés

### Championnats masculins
| Rang | Coureur            | Équipe                  | Temps           |
| ---- | ------------------ | ----------------------- | --------------- |
| 1    | Steven Tronet      | Auber 93                | 5 h 58 min 11 s |
| 2    | Tony Gallopin      | Lotto-Soudal            | + 3 s           |
| 3    | Sylvain Chavanel   | IAM                     | + 3 s           |
| 4    | Warren Barguil     | Giant-Alpecin           | + 3 s           |
| 5    | Julian Alaphilippe | Etixx-Quick Step        | + 3 s           |
| 6    | Thomas Voeckler    | Europcar                | + 3 s           |
| 7    | Julien Antomarchi  | Roubaix Lille Métropole | + 6 s           |
| 8    | John Gadret        | Movistar                | + 6 s           |
| 9    | Julien Simon       | Cofidis                 | + 10 s          |
| 10   | Alexis Vuillermoz  | AG2R La Mondiale        | + 18 s          |

| Rang | Coureur            | Équipe                       | Temps        |
| ---- | ------------------ | ---------------------------- | ------------ |
| 1    | Jérôme Coppel      | IAM                          | 59 min 56 s  |
| 2    | Stéphane Rossetto  | Cofidis                      | + 2 s        |
| 3    | Sylvain Chavanel   | IAM                          | + 7 s        |
| 4    | Thomas Rostollan * | AVC Aix-en-Provence          | + 26 s       |
| 5    | Romain Sicard      | Europcar                     | + 27 s       |
| 6    | Alexis Gougeard    | AG2R La Mondiale             | + 32 s       |
| 7    | Thomas Voeckler    | Europcar                     | + 45 s       |
| 8    | Anthony Delaplace  | Bretagne-Séché Environnement | + 54 s       |
| 9    | Anthony Roux       | FDJ                          | + 1 min 17 s |
| 10   | Johan Le Bon       | FDJ                          | + 1 min 47 s |

| Rang | Coureur            | Équipe                | Temps          |
| ---- | ------------------ | --------------------- | -------------- |
| 1    | Clément Mary       | Sojasun espoir-ACNC   | 4 h 8 min 17 s |
| 2    | Florent Pereira    | Pro Immo Nicolas Roux | + 0 s          |
| 3    | Nans Peters        | Chambéry CF           | + 0 s          |
| 4    | Florian Dumourier  | CR4C Roanne           | + 0 s          |
| 5    | Mickaël Plantureux | VC Rouen 76           | + 11 s         |
| 6    | Hugo Hofstetter    | CC Étupes             | + 43 s         |
| 7    | Cédric Delaplace   | BIC 2000              | + 46 s         |
| 8    | Jérémy Bescond     | CR Rhône-Alpes        | + 46 s         |
| 9    | Julien Bernard     | SCO Dijon             | + 46 s         |
| 10   | Stéphane Poulhiès  | Occitane CF           | + 46 s         |

| Rang | Coureur                  | Équipe                  | Temps          |
| ---- | ------------------------ | ----------------------- | -------------- |
| 1    | Thomas Rostollan         | AVC Aix-en-Provence     | 1 h 0 min 22 s |
| 2    | Anthony Perez            | CR Provence             | + 1 min 52 s   |
| 3    | Romain Bacon             | Vulco-VC Vaulx-en-Velin | + 2 min 1 s    |
| 4    | Nans Peters              | Chambéry CF             | + 2 min 8 s    |
| 5    | Rémi Cavagna             | CR Auvergne             | + 2 min 40 s   |
| 6    | Mathieu Dumont           | CR Aquitaine            | + 3 min 2 s    |
| 7    | François Lamiraud        | Vulco-VC Vaulx-en-Velin | + 3 min 4 s    |
| 8    | Pierre Lebreton          | USSA Pavilly Barentin   | + 3 min 8 s    |
| 9    | Paul Ourselin            | CR Pays de la Loire     | + 3 min 33 s   |
| 10   | Sébastien Fournet-Fayard | Pro Immo Nicolas Roux   | + 3 min 59 s   |

| Course en ligne - espoirs Cette section est vide, insuffisamment détaillée ou incomplète. Votre aide est la bienvenue ! Comment faire ? | Contre-la-montre - espoirs Cette section est vide, insuffisamment détaillée ou incomplète. Votre aide est la bienvenue ! Comment faire ? |

| Course en ligne - juniors Cette section est vide, insuffisamment détaillée ou incomplète. Votre aide est la bienvenue ! Comment faire ? | Contre-la-montre - juniors Cette section est vide, insuffisamment détaillée ou incomplète. Votre aide est la bienvenue ! Comment faire ? |

| Course en ligne - cadets Cette section est vide, insuffisamment détaillée ou incomplète. Votre aide est la bienvenue ! Comment faire ? |

### Championnats féminins
| Pauline Ferrand-Prévot remporte à nouveau le titre comme l'an passé. À près de deux minutes se placent respectivement Audrey Cordon et Amélie Rivat. - * Cycliste de moins de 23 ans | - * Cycliste de moins de 23 ans |

| Course en ligne - juniors Cette section est vide, insuffisamment détaillée ou incomplète. Votre aide est la bienvenue ! Comment faire ? | Contre-la-montre - juniors Cette section est vide, insuffisamment détaillée ou incomplète. Votre aide est la bienvenue ! Comment faire ? |